# Starfucker
Starfucker (talvolta stilizzato come STRFKR) è un gruppo musicale statunitense originario di Portland (Oregon) e attivo dal 2007.

## Formazione
- Joshua Hodges (anche membro dei Sexton Blake) - voce, tastiere, chitarra, batteria)
- Shawn Glassford - basso, tastiere, batteria
- Keil Corcoran - batteria, tastiere, voce
- Patrick Morris - chitarra, tastiere, voce

## Discografia
Album
- 2008 - Starfucker
- 2009 - Jupiter
- 2011 - Reptilians
- 2013 - Miracle Mile
- 2016 - Being No One, Going Nowhere
- 2019 - Live From Brooklyn Steel
- 2020 - Ambient 1
- 2020 - Future Past Life
- 2024 - Parallel Realms

EP
- 2007 - Starfucker EP
- 2008 - Burnin' Up
- 2010 - Starfucker B-Sides
- 2011 - Jupiter (Remastered)